# Коруп (ніціональний парк)

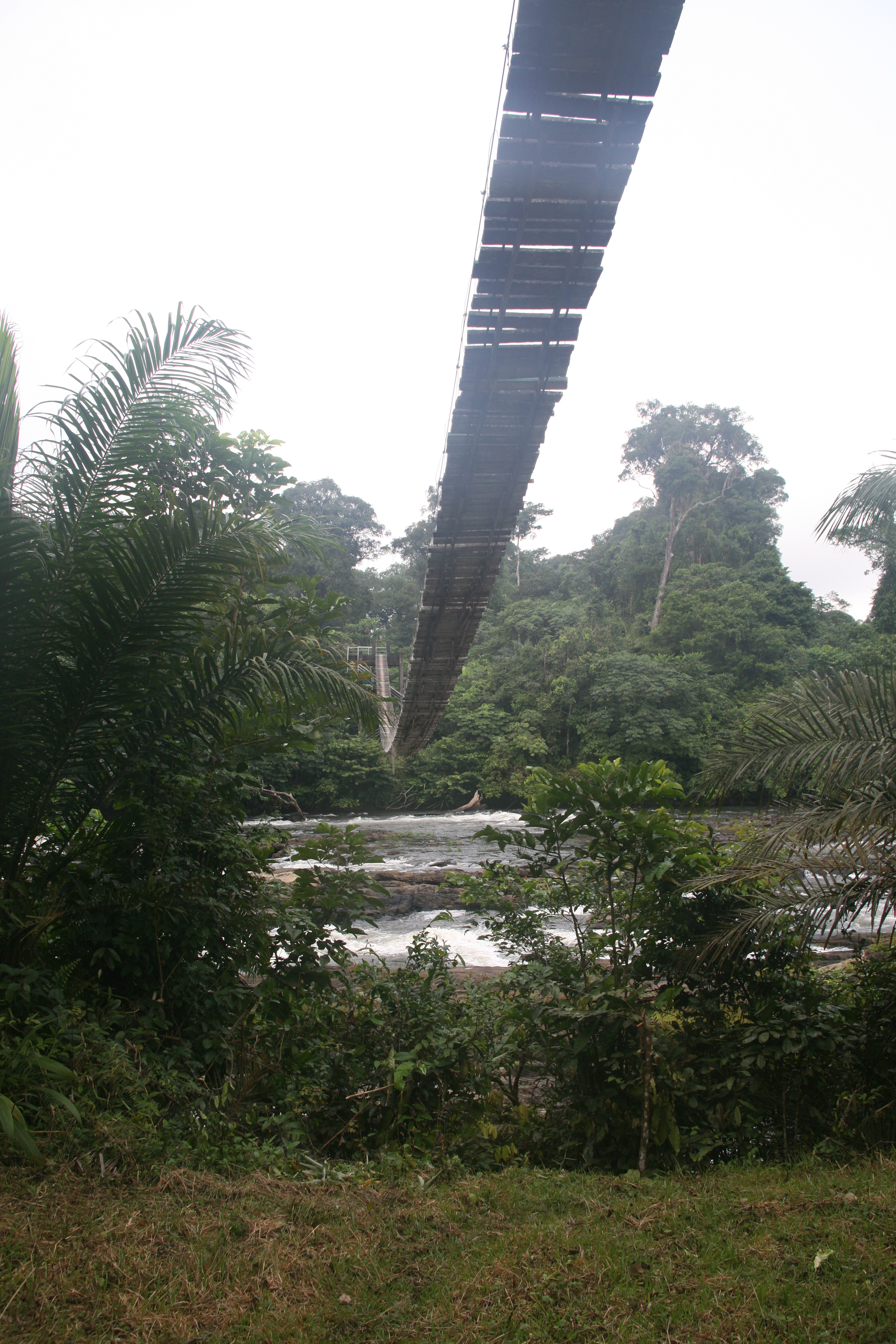

Національний парк Коруп (фр. Parc national de Korup) — національний парк Камеруну, заснований в 1986 році. Є частиною масивів африканського тропічного лісу, та займає площу 1252 км2. Його територія співставна з територією Лондонській агломерації.

## Флора і фауна
Фауна і флора парку надзвичайно багата. Щільність дерев які ростуть на одному гектарі території парку одна з найвищих серед усіх національних парків світу (7500 дерев на гектар). Всього ж на території Національного парку Коруп виростає приблизно 1700 видів рослин, з яких близько 30 % ендеміки.
Парк грає важливу роль в забезпеченні виживання і збереження популяції великої кількості видів приматів, яких на його території представлено 14 видів. Всього ж на території парку мешкає 161 вид ссавців (з 33 родин). Також на території парку зустрічається велика кількість птахів — приблизно 410 видів представляють 53 родини, плазунів — 82 види, амфібій — 92 види, риб — 130 видів. Дуже багато видове різноманіття метеликів (на даний момент відомі близько 500 видів, але передбачається що реально їх кількість мало не вдвічі більше).

## Туристична інфраструктура
Національний парк Коруп є однією із найдоступніших заповідних територій Камеруну. Одноденні походи або багатоденні поїздки можна організувати з міста Мундемба, відвідавши туристичний інформаційний офіс, розташований у центрі міста. Вхід в парк дозволений тільки в супроводі місцевого гіда. Існують фіксовані збори за день, ночівлю, кемпінг і гіда/носія. Для туристів відкриті три кемпінги, де відвідувачі можуть організувати проживання або в наметі (привезти свій), або в одному з лоджів (з простими дерев’яними ліжками – вікна мають прості сітки). Кожен кемпінг розташований біля струмка, який служить джерелом води для приготування їжі (воду кип’ятіть або фільтруйте для пиття) і для освіжаючих ванн. Є базові туалети з ямою.